# Lasiocampa bilineata
Lasiocampa bilineata is een vlinder uit de familie spinners (Lasiocampidae). De wetenschappelijke naam van deze soort is voor het eerst geldig gepubliceerd in 1884 door Mabille.
De soort komt voor in tropisch Afrika.